# Polygala retiefiana
Polygala retiefiana är en jungfrulinsväxtart som beskrevs av Jorge Américo Rodrigues Paiva och Figueiredo. Polygala retiefiana ingår i släktet jungfrulinssläktet, och familjen jungfrulinsväxter. Inga underarter finns listade i Catalogue of Life.